# Paul Transon
'Paul Transon' est un cultivar de rosier grimpant obtenu en 1900 par le rosiériste français Albert Barbier. Il rend hommage à l'associé de Barbier, fondateur de la pépinière avant qu'elle ne soit complètement reprise par Barbier. Paul Transon (1837-1909) fut également maire d'Orléans de 1896 à 1898, et président de la Société horticole du Loiret. 

## Description

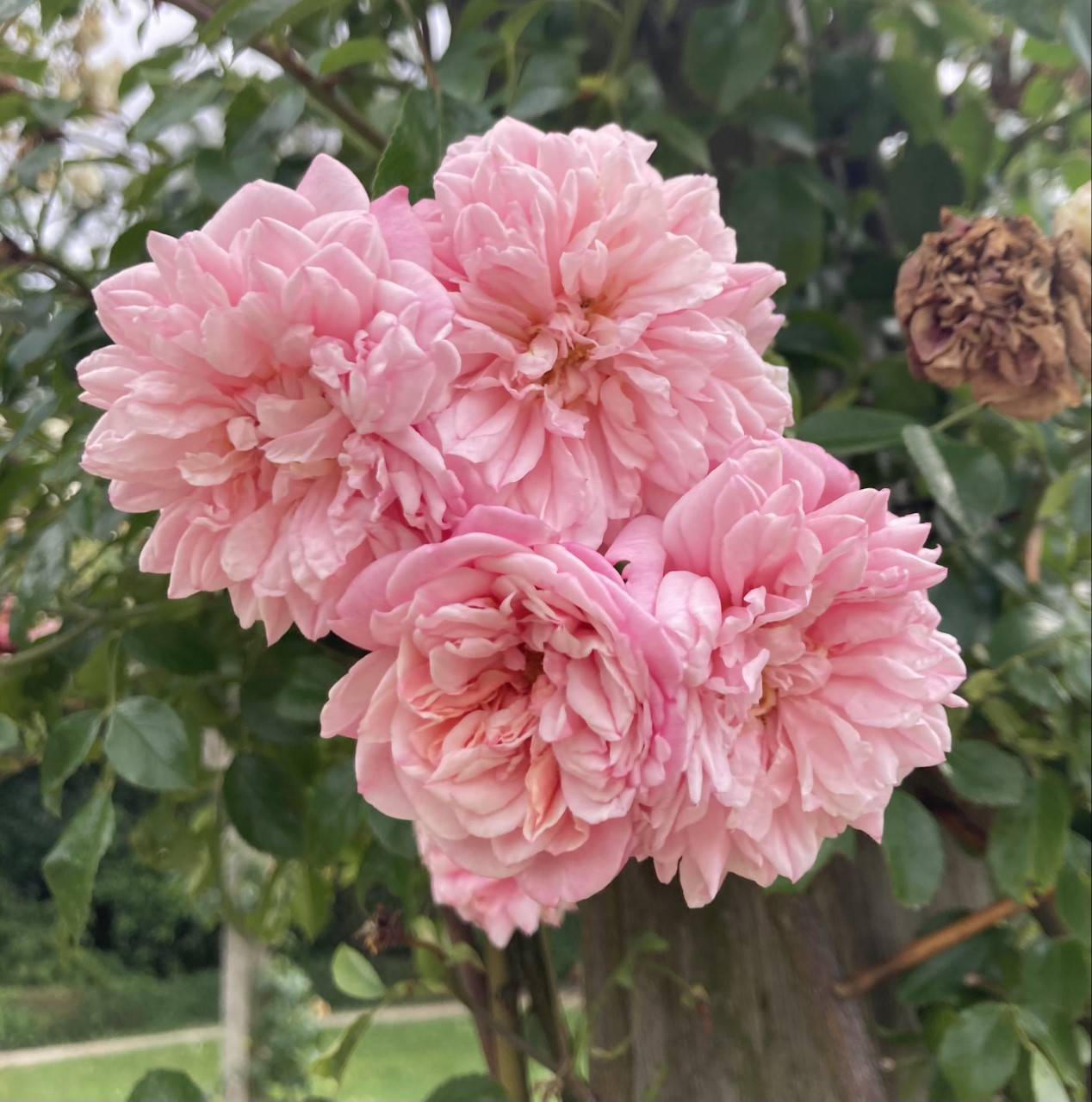
Rose 'Paul Transon' à la roseraie de Bagatelle.

Il s'agit d'un grand rosier grimpant pouvant atteindre 5 mètres de hauteur et 2,45 cm de largeur aux rameaux souples, rougeâtres lorsqu'ils sont jeunes, et au feuillage vert sombre et brillant. Ses fleurs sont moyennes, très doubles (17-25 pétales) en coupe plate, ressemblant à de gros dahlias et fleurissant en bouquets. Leur coloris est d'un délicat rose carné vif devenant rose abricoté aux nuances cuivrées. Elles sont moyennement parfumées, rappelant la pomme. La première floraison est fort généreuse, suivie quelquefois de remontées légères,. On peut le tailler après la floraison. Il tolère l'ombre, mais fleurit beaucoup mieux au soleil. Il résiste à des périodes de sécheresse si elles sont courtes et supporte des températures hivernales de l'ordre de -15° C.
'Paul Transon' est issu d'un croisement Rosa wichuraiana Crépin × 'L'Idéal' (rosier Noisette, Nabonnand, 1887). Il est parfois confondu avec 'Paul Noël' (Tanne, 1913), mais les roses de 'Paul Transon' montrent un cœur plus foncé et des pétales moins froissés.

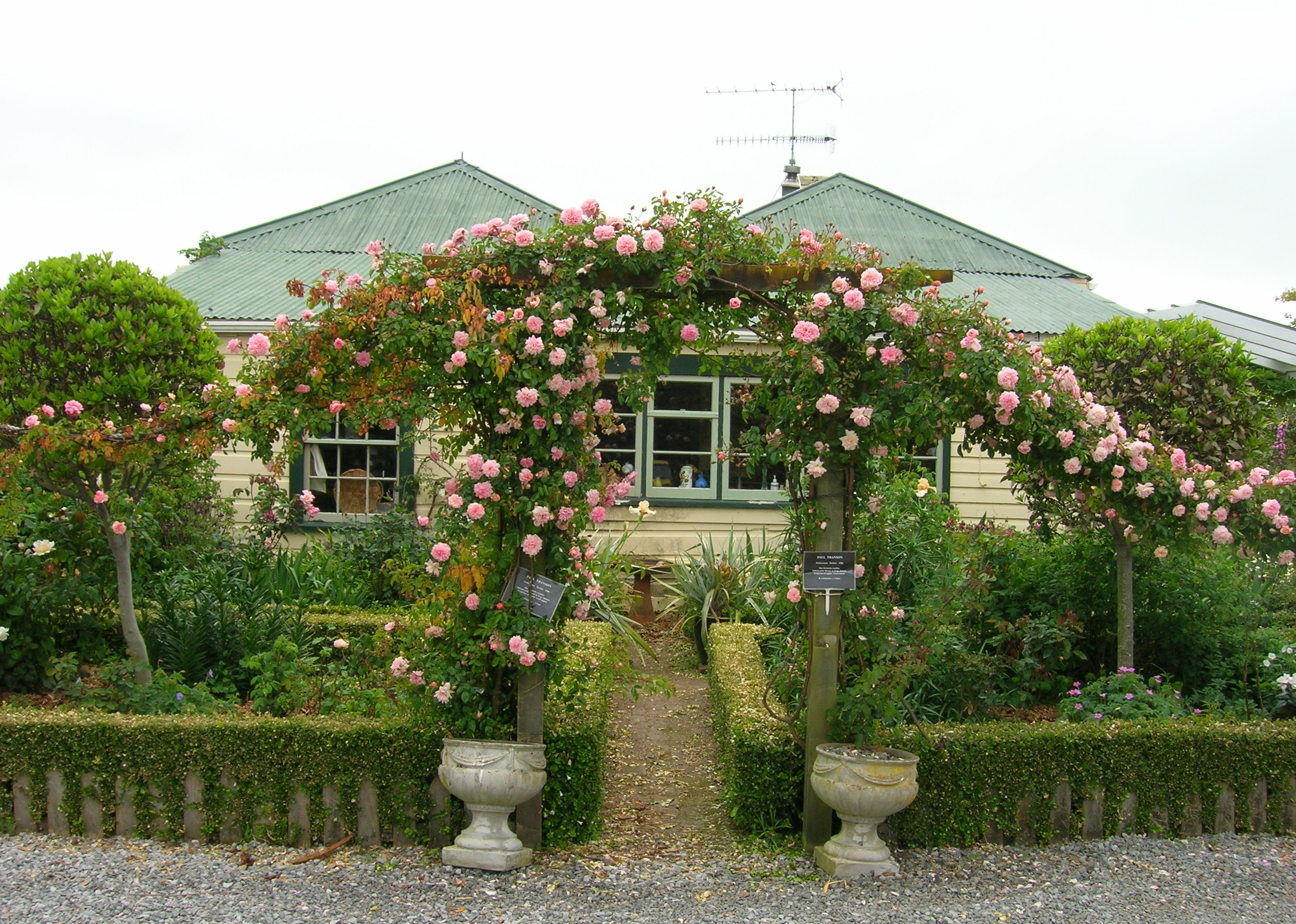
Rosier grimpant 'Paul Transon' en Nouvelle-Zélande.

La maison Barbier, à la pointe de l'obtention de grimpants hybrides de Rosa wichuraiana, lance à la même époque cinq cultivars marquants, 'Albéric Barbier', 'François Foucard', 'Auguste Barbier', 'Paul Transon' et 'René André'. Puis cinq autres en 1901, 'Adélaïde Moullé', 'Cramoisi Simple', 'Edmond Proust', 'Elisa Robichon' et 'Rubra'. D'autres suivent dans ses catalogues au fil des années.

## Distinctions
- Award of Garden Merit de la Royal National Rose Society (1993)